# Alejandro D. Aclan
Alejandro Dumbrigue Aclan (Pásay, Filipinas, 9 de febrero de 1951) es un prelado estadounidense nacido en Filipinas de la Iglesia católica, que se desempeña como obispo auxiliar de la Arquidiócesis de Los Ángeles en California desde 2019.

## Biografía

### Primeros años de vida
Alejandro Aclan nació el 9 de febrero de 1951 en Pasay City en Filipinas, el tercero de ocho hijos de Geronimo y Emerenciana Aclan. Su padre, Geronimo, sirvió como piloto en el Cuerpo Aéreo del Ejército de Filipinas durante la Segunda Guerra Mundial y es considerado un héroe de guerra en Filipinas.
Antes de que Aclan ingresara a la escuela secundaria, su familia se mudó de Manila a Makati, Filipinas. Mientras asistía a una escuela secundaria operada por los Salesianos de Don Bosco, comenzó a pensar en unirse al sacerdocio. Después de terminar la escuela secundaria, Aclan ingresó a la Universidad de Santo Tomás en Manila para estudiar medicina, pero en cambio se graduó en 1971 con una licenciatura en tecnología médica. Después de graduarse, Aclan enseñó en la universidad durante un período de tiempo y luego comenzó a trabajar para corporaciones como programador y analista de sistemas. Eventualmente alcanzó posiciones gerenciales intermedias para San Miguel Corporation y Citibank Filipinas.
En 1982, Aclan y su familia emigraron a Covina, California, donde ocupó un puesto en Union Bank of California. Mientras aún trabajaba en el banco, comenzó a explorar seriamente la idea de convertirse en sacerdote. En 1988, Aclan ingresó al Seminario St. John en Camarillo, California.

### Sacerdocio
El 5 de junio de 1993, Aclan fue ordenado sacerdote para la Arquidiócesis de Los Ángeles por el Cardenal Roger Mahoney en la Catedral de St. Vibiana en Los Ángeles. Entre 1993 y 2001, Aclan se desempeñó como pastor asociado en la parroquia de St. Finbar en Burbank, California, y luego en la parroquia de St. John of God en Norwalk, California. Durante estas asignaciones pastorales, Aclan también se desempeñó como director de vocaciones en progreso (1996 a 1999).
Aclan fue asignado como párroco en 2001 para la parroquia de St. Madeleine en Pomona, California, y permaneció allí durante los siguientes 11 años. Mientras estuvo en St Madeleine, también se desempeñó como tesorero/consejo de sacerdotes (2006-2010) y como director regional de vocaciones para la Región Pastoral del Valle de San Gabriel (2010-2012). En 2014, Aclan fue nombrado vicario del clero de la archidiócesis y en 2017 fue elevado por el Vaticano a prelado de honor, con el título de monseñor.

## Obispo auxiliar de Los Ángeles
El Papa Francisco nombró a Aclan obispo titular de Rusicade y obispo auxiliar de la Arquidiócesis de Los Ángeles el 5 de marzo del 2019. El 16 de mayo de 2019, Aclan fue consagrado obispo en la Catedral de Nuestra Señora de los Ángeles en Los Ángeles por el Arzobispo José Gómez.
Como obispo auxiliar, Aclan fue nombrado vicario episcopal para la Región Pastoral de San Fernando el 16 de mayo del 2019. El 2 de abril del 2021, Aclan asistió a una vigilia de oración en la Iglesia de la Encarnación en Glendale, California, para apoyar a las mujeres asiáticas en los Estados Unidos que habían sido víctimas de ataques de delitos de odio.